# グラウブルク
グラウブルク (ドイツ語: Glauburg) は、ドイツ連邦共和国ヘッセン州ヴェッテラウ郡に属す町村（以下、本項では便宜上「町」と記述する）である。この町は歴史上、オーバーヘッセンに属していた。
この町は、グラウベルク地区とシュトックハイム地区で構成されている。

## 地理
グラウブルクはフォーゲルスベルク山地の麓にあり、ヴェッテラウ地方との境界に面している。

### 隣接する市町村
グラウブルクは、北西はランシュタット、北東はオルテンベルク、南東はビューディンゲン、南西はアルテンシュタット、西はフロールシュタットと境を接している。

## 歴史
グラウベルクは、802年に初めて文献に記録されている。シュトックハイムは、1198年に初めて史料に登場する。
1806年までグラウベルクはシュトルベルク＝ゲーデルン伯の所領に属した。シュトックハイムは、1816年までイーゼンブルク＝ビューディンゲン侯の領土であった。
自治体「グラウブルク」は、ヘッセン州の地域再編に伴い、それまで独立した町村であったグラウベルクとシュトックハイムとが1971年7月1日合併して新たに成立した。

## 行政

### 町議会
グラウブルクの町議会は、2011年3月27日の選挙以降 19議席で構成されている。

### 首長
2009年9月27日の選挙以降、カルステン・クレッチュマー (SPD) が町長務めている。

### 姉妹自治体
- マイオ島（カーボベルデ）
- エーベレーベン＝アルメンハウゼン（ドイツ、テューリンゲン州、エーベレーベン（ドイツ語版、英語版））

## 経済と社会資本

### 公共機関
- フルカン自転車道は、旧鉄道シュトックハイム - ラウターバッハ (ヘッセン) の路線跡を通っており、ヘッセン・バーン自転車道の一部としてアルテンシュタットまで延長されている。ヘッセン・バーン自転車道は、かつての鉄道軌道跡を通り、フォーゲルスベルク山地を抜けてレーン山地（ドイツ語版、英語版）に至る全長 250 km の自転車道である。
- それぞれの地区にひとつずつサッカー場、体育館、公民館がある。
- シュトックハイム地区には、公立幼稚園、私立農場幼稚園、ケルテンベルク基礎課程学校がある。

## 文化と見所

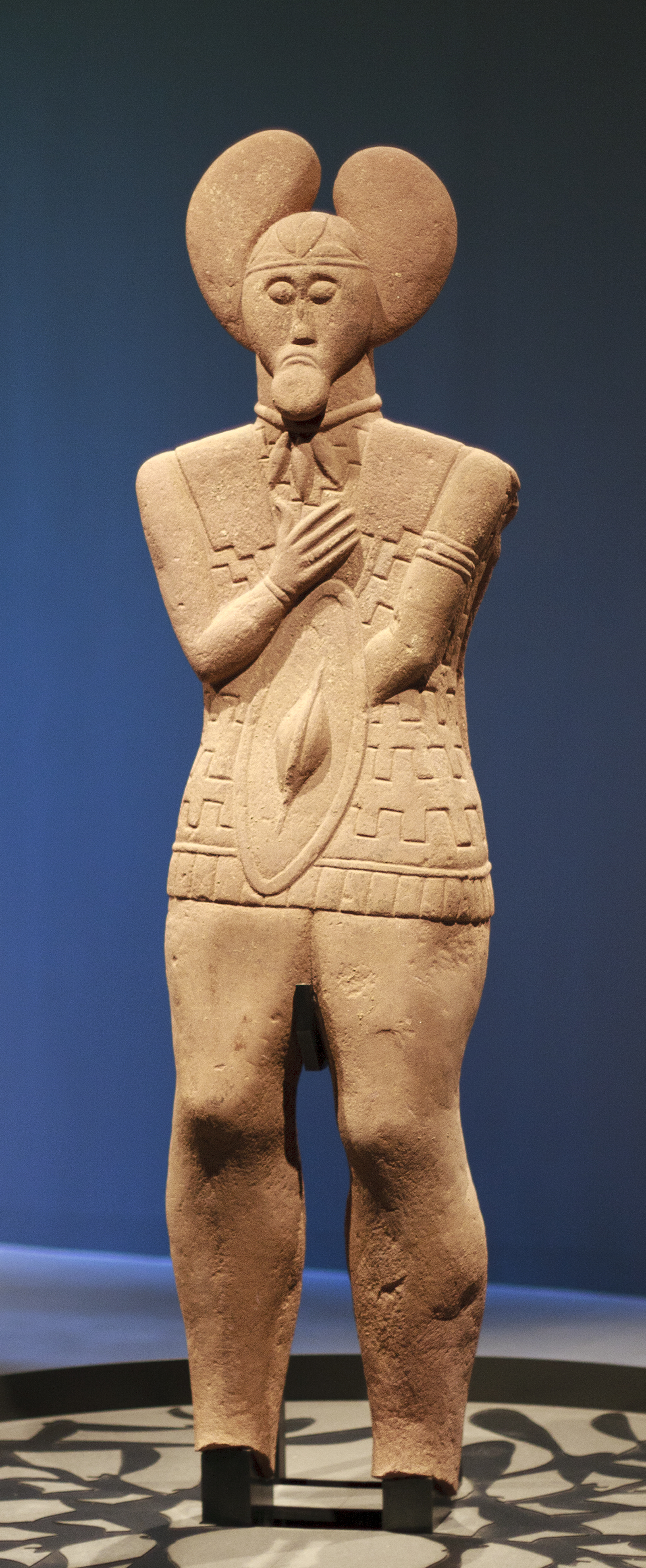
「グラウベルクのケルトの領主」

### グラウベルクのケルトの領主
- グラウベルク考古学公園には、1994年から2000年までの間の発掘により、紀元前5世紀からの多くの墓があるケルト時代の墓地丘陵が発掘された。
数十年前から考古学者達はグラウベルクで、今なお多くの謎を残すケルト時代前期について研究を行っている。1988年の調査飛行によって初めて、グラウベルクの南斜面の穀物畑の中に巨大な墓地丘陵があることを郷土研究者は知った。その後、地表物理学的測量によって第2の墓地丘陵が同定された。これら 2つの丘陵は平らにならされ、地表からでは認識できなかったのである。1994年にヘッセン州文化財保護庁は、何年にもおよぶ発掘調査に着手した。現在では、墓地が復元されている。紀元前5世紀からの第二次ケルト戦争の埋葬地は、個人の高い地位を示している。この墓はケルト時代初期と判っているものの中で最も壮麗なものの一つに数えられている。もう一つのセンセーションが等身大の兵士の石造の発見であった。脚まで完全に保存されたこの像は、ヤドリギの葉のような形をしたボンネット風の帽子を被っている。ヤドリギはケルト人にとって重要な宗教的意義を持っており、最高神官としての領主の役割を示している可能性がある。この「グラウベルクのケルトの領主」像は、これまでのヘッセンで最も重要なケルト文化の出土品である[5]。
ドイツの記念切手「ドイツの考古学」シリーズの「グラウベルクのケルトの領主」（144セント、ヴェルナー・シュミットによるデザイン）は、2005年1月7日に連邦財務省国務長官によって、ビューディンゲンで紹介された[6]。
- グラウベルク博物館は、旧石器時代から中世盛期までの出土品を展示している。
- グラウベルクの博物館ケルテンヴェルト・アム・グラウベルクは2011年5月6日に開館した。この博物館は、ヘッセン州および町から一部資金援助を受けている。開館直後にこの建物は、モデル建築として2011年ヘッセン建築賞を受賞した。山に浮いているかのような外観で、パノラマの窓からは復元されたケルト時代の墓地丘陵を見渡すことができる[7]。

- 「グラウベルクのケルトの領主」がデザインされた記念切手
- 博物館ケルテンヴェルト・アム・グラウベルク
- 復元された墓地丘陵

### 自然
- ニッデラウエン・フォン・シュトックハイム自然保護区
- グラウベルク風景保存地区、アウエンフェアブント・ヴェッテラウ風景保存地区
- 自然文化財 9件

## 引用
1. ↑  Hessisches Statistisches Landesamt: Bevölkerung in Hessen am 31.12.2023 (Landkreise, kreisfreie Städte und Gemeinden, Einwohnerzahlen auf Grundlage des Zensus 2011)]
2. ↑  Statistisches Bundesamt (Hrsg.): Historisches Gemeindeverzeichnis für die Bundesrepublik Deutschland. Namens-, Grenz- und Schlüsselnummernänderungen bei Gemeinden, Kreisen und Regierungsbezirken vom 27. 5. 1970 bis 31. 12. 1982. W. Kohlhammer GmbH, Stuttgart und Mainz 1983, ISBN 3-17-003263-1, p. 352.
3. ↑  ヘッセン州統計局: 2011年3月27日のグラウブルク町議会議員選挙結果（2015年7月17日 閲覧）
4. ↑  ヘッセン州統計局: 2009年9月27日のグラウブルク町長選挙結果（2015年7月17日 閲覧）
5. ↑  Der Glauberg - Archäologischer Park（2015年7月17日 閲覧）
6. ↑  Keltenfürst vom Glauberg Serie "Archäologie in Deutschland", Briefmarken - Archiv.de（2015年7月17日 閲覧）
7. ↑  Keltenwelt am Glauberg（2015年7月17日 閲覧）